# Robert Christgau
Robert Christgau (Nova Iorque, 18 de abril de 1942), é um ensaísta e jornalista musical norte-americano. Na imprensa, o seu nome é por vezes abreviado para Xgau.
Um dos primeiros críticos profissionais de rock, Christgau é conhecido por suas opiniões, publicadas desde 1969 em suas colunas "Guia do Consumidor". Ele também trabalhou 37 anos como editor de música do The Village Voice, onde criou a enquete Pazz & Jop, uma compilação anual com as listas dos "dez melhores" de centenas de críticos de música.
Christgau elegeu, Louis Armstrong, Thelonious Monk, Chuck Berry, The Beatles, e New York Dolls como seus cinco maiores artistas de todos os tempos. Nos círculos de críticos de música, ele foi um dos primeiros incentivadores dos movimentos hip hop e riot grrrl.
Christgau admite abertamente não gostar dos gêneros musicais heavy metal, art rock, rock progressivo, bluegrass, gospel, folk irlandês e jazz fusion mas, em casos raros, recomendou álbuns na maioria desses gêneros.

## Livros
- Any Old Way You Choose It: Rock and Other Pop Music, 1967–1973, Penguin Books, 1973
- Christgau's Record Guide: Rock Albums of the Seventies, Ticknor & Fields, 1981
- Christgau's Record Guide: The '80s, Pantheon Books, 1990
- Grown Up All Wrong: 75 Great Rock and Pop Artists from Vaudeville to Techno, Harvard University Press, 1998
- Christgau's Consumer Guide: Albums of the '90s, St. Martin's Griffin, 2000
- Going into the City: Portrait of a Critic as a Young Man, Dey Street Books, 2015
- Is It Still Good to Ya? Fifty Years of Rock Criticism 1967–2017, Duke University Press, 2018
- Book Reports: A Music Critic on His First Love, Which Was Reading, Duke University Press, 2019